# Křídlůvky
Křídlůvky (en allemand : Klein Grillowitz) est une commune du district de Znojmo, dans la région de Moravie-du-Sud, en République tchèque. Sa population s'élevait à 242 habitants en 2020.

## Géographie
Křídlůvky se trouve à 16 km à l'est-sud-est de Znojmo, à 54 km au sud-sud-ouest de Brno et à 195 km au sud-est de Prague.
La commune est limitée par Božice au nord, par Hrádek à l'est, par Jaroslavice au sud, et par Slup et Valtrovice à l'ouest.

## Histoire
La première mention écrite de la localité date de 1255.